# Aménorrhée
L'aménorrhée est l'absence des règles ou menstruation. Le plus souvent, la grossesse en est la cause. Dans les autres cas, l’aménorrhée peut être l'unique symptôme d'une pathologie ou au contraire, un parmi de nombreux autres. La recherche de la cause d’une aménorrhée nécessite rarement des examens nombreux, mais la prise en charge thérapeutique est parfois plus délicate. On peut également parler d'aménorrhée provoquée lorsqu'un traitement hormonal est actif : pilule, etc.

## Définition
L’aménorrhée se définit comme une absence de règles. Il existe deux types d'aménorrhée :
- l'aménorrhée primaire, c’est-à-dire l'absence de règles chez une adolescente ou une femme n'ayant jamais eu de règles. Cette absence de règles de l'adolescente devra être distinguée du retard pubertaire. En pratique, cela signifie la non apparition des premières règles avant l'âge de seize ans ;
- l'aménorrhée secondaire ou absence de règles de plus de trois mois chez une femme déjà réglée[1].

## Conditions nécessaires pour la menstruation

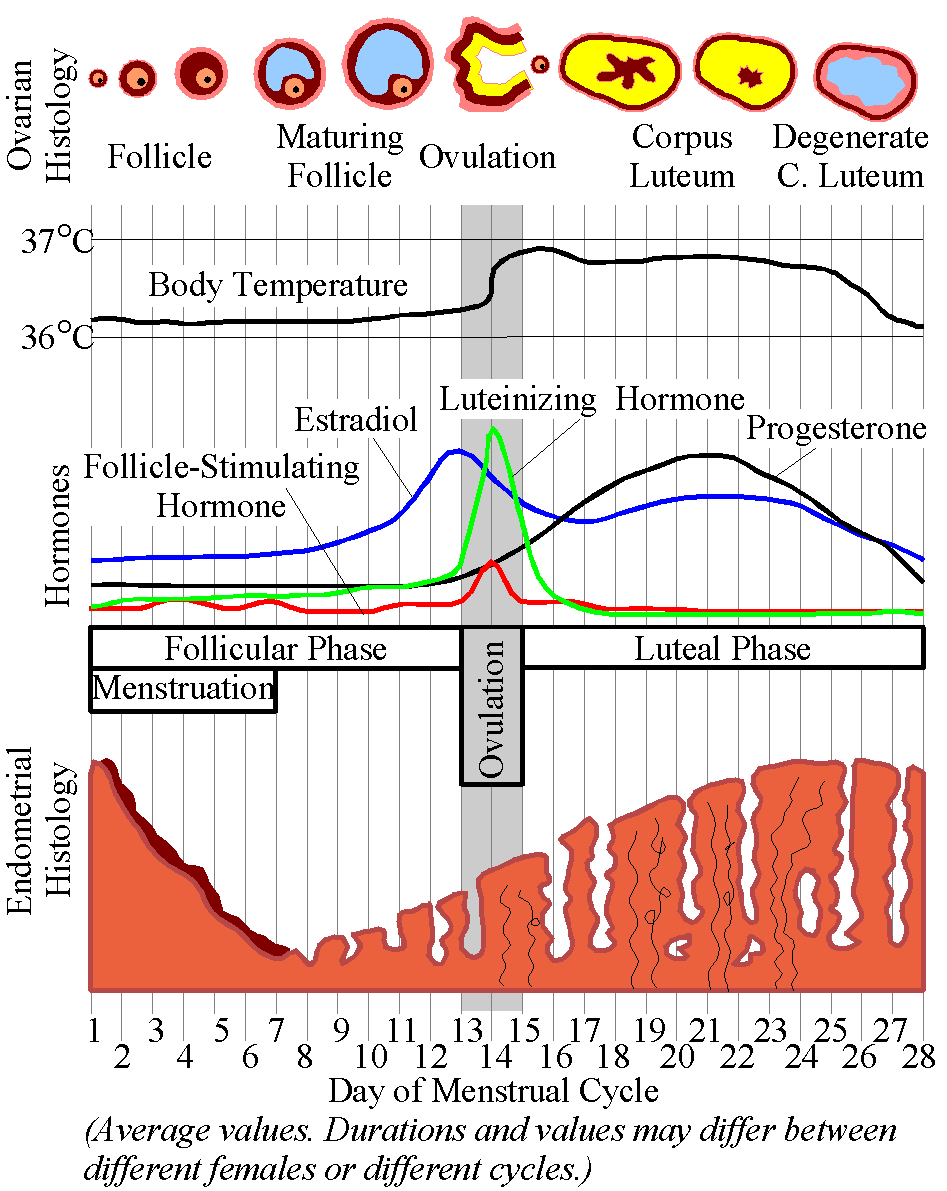
Cycle menstruel et hormonal.

La menstruation ne peut survenir que si :
- la femme présente un bon équilibre physique (indemne de maladie grave) et psychique ;
- l'hypothalamus est présent et libère de façon cyclique de la Gn-RH ;
- l'hypophyse est présente et répond à la stimulation hypothalamique par libération coordonnée de l'hormone folliculo-stimulante (FSH, sigle anglais) et de l'hormone lutéinisante (LH, sigle anglais) ;
- un ovaire est présent avec des follicules primaires répondant à la stimulation hypophysaire par libération d'estradiol ;
- un follicule primaire se transforme en follicule secondaire, puis tertiaire et enfin follicule de De Graaf ;
- le follicule de De Graaf émet un ovule (ovulation) ;
- l’ovulation est suivie de la sécrétion de progestérone par le corps jaune ;
- les rétrocontrôles hormonaux entre l’ovaire, l’hypophyse et l’hypothalamus ne sont pas entravés par des sécrétions hormonales inappropriées ;
- un utérus est présent avec une cavité utérine recouverte d’un endomètre répondant à la stimulation ovarienne. Cette cavité utérine devant communiquer avec le vagin ;
- l’absence de grossesse entraîne la destruction du corps jaune avec baisse brutale de la sécrétion ovarienne d’estradiol et de progestérone ;
- le vagin est présent et ne présente pas d’obstacle à l’écoulement de la menstruation.

## Diagnostic
Le but de l’examen clinique et des examens complémentaires est de localiser l’organe responsable. En fonction de l’organe en cause, on distingue :
- aménorrhée vaginale
- aménorrhée utérine
- aménorrhée ovarienne
- aménorrhée hypophysaire
- aménorrhée hypothalamique
- aménorrhée supra-hypothalamique

Tous les examens ne sont pas à faire systématiquement. Parfois même, aucun examen biologique n’est nécessaire pour aboutir au diagnostic. Les examens complémentaires sont fonction de l’interrogatoire et des constatations de l’examen clinique.

### Interrogatoire
- Âge de la patiente.
- Antécédents personnels médicaux : tuberculose - maladies endocriniennes, chimiothérapie, radiothérapie.
- Antécédents personnels chirurgicaux : petit bassin.
- Antécédents familiaux : âge de la puberté et de la ménarche chez la mère et les sœurs, pathologies familiales.
- Prise médicamenteuse.
- Recherche de signes fonctionnels : anosmie (syndrome de Kallmann), céphalées et troubles visuels (pathologies hypophysaires), galactorrhée (hyperprolactinémie), bouffés de chaleur (ménopause), douleurs cycliques (hématocolpos, hématométrie).
- Contexte nutritionnel et psychologique (entourage familial).

### Examen physique
L’examen physique apprécie :
- le poids et la taille, avec l'indice de masse corporelle (IMC) ;
- la présence ou l’absence de glandes mammaires ;
- la présence d’un écoulement mammaire ;
- la présence d’organes génitaux externes normaux ;
- la présence d’un vagin et d’un utérus ;
- la présence et la répartition de la pilosité.

La palpation recherche : 
- une masse annexielle ;
- un gros utérus ;
- un goître thyroïdien.

### Examens complémentaires

#### Courbe de température
Une courbe de température peut donner des informations sur le fonctionnement ovarien.

#### Biologiques
Les dosages hormonaux de :
- FSH
- LH
- prolactine
- testostérone
- thyréostimuline (TSH)
- estradiol (selon le contexte)
- progestérone (selon le contexte).

#### Échographie
Une échographie :
- vérifie la présence d’un utérus ou d’anomalie de celui-ci ;
- recherche la présence d'ovaires polykystiques (OPK) ;
- examine l’appareil urinaire.

#### Hystérographie
L’exploration de la cavité utérine par hystérographie est parfois nécessaire pour apprécier la présence de synéchie[réf. nécessaire].

### Synthèse

#### Aménorrhée primaire
Il s’agit d'aménorrhées survenant chez des femmes qui n’ont jamais eu de règles.
Schématiquement, dans le cas des aménorrhées primaires, l’examen clinique et les examens biologiques permettent de les diviser en quatre groupes :
- Présence d’utérus et glandes mammaires développées ;
- Présence d’utérus et glandes mammaires peu développées ou absentes ;
- Absence d’utérus et glandes mammaires développées ;
- Absence d’utérus et absence de glandes mammaires.

#### Aménorrhée secondaire
Il s’agit d’aménorrhées survenant chez une femme ayant déjà eu des règles. Une aménorrhée n'est étudiée médicalement que pour une absence de règles d'au moins trois mois.

## Causes
Les causes d’une aménorrhée sont très nombreuses. Les étiologies ci-dessous sont présentées selon le cadre classique qui est le plus pratique en médecine courante bien que cette distinction se révèle souvent artificielle (cas des adolescentes ayant une première menstruation puis absence des règles pendant plusieurs années)[réf. nécessaire].

### Aménorrhée primaire

#### Présence d'utérus et glandes mammaires développées
- imperforation ou autre forme inhabituelle (cribiforme, bifenêtré) de l'hymen ;
- cloison vaginale transversale ;
- aplasie vaginale.

Les autres cas peuvent révéler une forme d'intersexuation :

#### Présence d'utérus et glandes mammaires peu développées ou absentes
Exemples : syndrome de Turner, syndrome de Rokitansky-Küster-Hauser.

#### Absence d'utérus et glandes mammaires développées
- Syndrome de féminisation testiculaire
Le syndrome de féminisation testiculaire est le nom donné à la pathologie en rapport avec l’absence totale de récepteur aux androgènes. C’est une des formes de pseudohermaphrodisme masculin par insensibilité aux androgènes ;
- Syndrome de Mayer-Rokitansky-Küster-Hauser.

#### Absence d'utérus et absence de glandes mammaires
Devant une personne dont l’aspect physique (le phénotype) est féminin mais qui ne présente à l’examen clinique ni développement mammaire ni organes génitaux internes, il faut demander un caryotype afin de s’assurer que le génotype de cette personne est bien XX.
Si le caryotype fait apparaître les chromosomes XY, soit ceux d’un homme, on a affaire à un pseudohermaphrodisme masculin. Celui-ci peut être provoqué par trois mécanismes différents :
- les déficits de synthèse de testostérone ;
- une insensibilité périphérique aux androgènes[2],[3] ;
- un syndrome de persistance des canaux de Müller.

### Aménorrhée secondaire
Une femme précédemment réglée peut subir une absence de menstruations ; l'aménorrhée est alors appelée secondaire.

#### Hystérectomie
L'hystérectomie, ou ablation de l'utérus, entraîne l'arrêt des menstruations.  

#### Corticosurrénalome
Il s'agit d'une tumeur peu courante qui se développe à partir du cortex de la glande surrénale (ou corticosurrénale) et qui peut provoquer une aménorrhée.

#### Atteinte hypothalamohypophysaire
L'aménorrhée hypothalamohypophysaire peut être d'origine fonctionnelle (AHF), organique ou médicamenteuse :
- adénome à prolactine (prolactinome)
- iatrogène (molécules anti-dopaminergiques hyperprolactinémiantes)
- syndrome de Sheehan
- anorexie mentale
- malnutrition
- détresse psychologique
- utilisation d'antidépresseurs

#### Grossesse et allaitement
La grossesse est la première cause d'absence de règles chez une femme en âge de procréer.
Après l'accouchement, l'aménorrhée se poursuit en cas d'allaitement exclusif (aménorrhée de lactation).

#### Ménopause
La ménopause constitue l'évolution habituelle du cycle chez la femme à partir d'environ 50 ans. Mais certaines ménopauses sont précoces (avant 40 ans, souvent de cause génétique et familiale) ou induites (ablation des ovaires, anti-estrogène).

#### Anorexie mentale
Devant une aménorrhée de plus de trois mois chez une jeune fille ou une jeune femme qui a déjà eu des cycles normaux, en association avec une perte de poids ou une peur de prendre du poids et sans autre signe clinique ou para-clinique associé, il faut penser à une anorexie mentale.
L'aménorrhée est classique lorsque la femme est dans un état de dénutrition, que cette dernière soit secondaire à une maladie, à un problème social ou à une anorexie mentale.

#### Autres
Toute maladie grave, y compris psychologique ou psychiatrique, peut provoquer une aménorrhée.
Elle est présente chez un peu moins de 50 % des athlètes de haut niveau tant que l'activité sportive est maintenue, essentiellement chez les coureuses de fond et chez les gymnastes. Les irrégularités du cycle apparaissent chez près de quatre sportives sur cinq.

## Personnalités souffrant d’aménorrhée
- Dans ses lettres, vers 1804, l’auteure Sophie Cottin fait état de son aménorrhée qui l’empêche de fonder une famille[5].